# Chan-Chichimilá
Chan-Chichimilá es una localidad del municipio de Chikindzonot, estado de Yucatán, en México. 

## Toponimia
El nombre (Chan-Chichimilá) proviene del  idioma maya.

## Datos históricos
- En 1956 pasa del municipio de Tekom al de Chikindzonot.

## Demografía
Según el censo de 2005 realizado por el INEGI, la población de la localidad era de 449 habitantes, de los cuales 223 eran hombres y 226 eran mujeres.
| 92                          | 54 | 135 | 158 | 226 | 269 | 343 | 401 | 395 | 449 |
| (Fuente: INEGI [Consultar]) |    |     |     |     |     |     |     |     |     |